# Condado de Greene (Carolina del Norte)
El condado de Greene (en inglés: Greene County, North Carolina), fundado en 1791, es uno de los 100 condados del estado estadounidense de Carolina del Norte. En el año 2000 tenía una población de 18 794 habitantes con densidad poblacional de 28 personas por km². La sede del condado es Snow Hill.

## Geografía
Según la Oficina del Censo, el condado tiene un área total de 782 km² (301,9 mi²), de la cual 756 km² (291,9 mi²) es tierra y 0 km² (0 mi²) es agua.

### Municipios
El condado se divide en nueve municipios: 
Municipio de Bull Head, Municipio de Carrs, Municipio de Hookerton, Municipio de Jason, Municipio de Olds, Municipio de Ormonds, Municipio de Shine, Municipio de Snow Hill y Municipio de Speights Bridge.

### Condados adyacentes
- Condado de Pitt noreste
- Condado de Lenoir sur
- Condado de Wayne oeste
- Condado de Wilson noroeste

## Demografía
En el 2000 la renta per cápita promedia del condado era de $32 074, y el ingreso promedio para una familia era de $36 419. El ingreso per cápita para el condado era de $15 452. En 2000 los hombres tenían un ingreso per cápita de $27 048 contra $21 351 para las mujeres. Alrededor del 20,20% de la población estaba bajo el umbral de pobreza nacional.

## Lugares

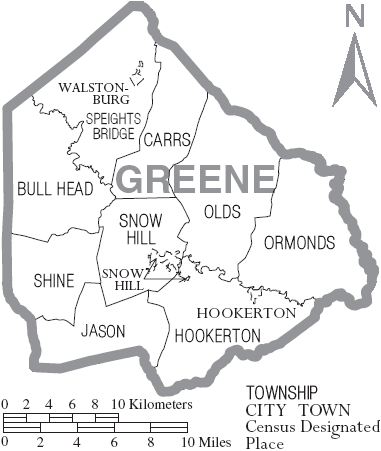
Mapa del Condado de Greene en Carolina del Norte con sus municipios

### Ciudades y pueblos
- Hookerton
- Maury
- Snow Hill
- Walstonburg